# Crossleyia
Crossleyia – rodzaj ptaków z rodziny madagaskarniczków (Bernieridae).

## Rozmieszczenie geograficzne
Rodzaj obejmuje gatunki występujące na Madagaskarze.

## Morfologia
Długość ciała 14–15 cm, masa ciała 15,5–22,5 g.

## Systematyka
Rodzaj zdefiniował w 1877 roku niemiecki ornitolog Gustav Hartlaub w publikacji własnego autorstwa poświęconej ptakom Madagaskaru i sąsiednich grup wysp oraz wkładowi w zoologię regionu Etiopii. Gatunkiem typowym jest (oznaczenie monotypowe) madagaskarniczek żółtobrewy (C. xanthophrys).

### Etymologia
Crossleyia: Alfred Crossley (1839–1877), brytyjski taksydermista, kolekcjoner z Kamerunu, Rodezji i Madagaskaru z lat 1870–1877.

### Podział systematyczny
Do rodzaju należą następujące gatunki:
- Crossleyia xanthophrys (Sharpe, 1875) – madagaskarniczek żółtobrewy
- Crossleyia tenebrosa (Stresemann, 1925) – madagaskarniczek ciemny